# USS Wright (CVL-49)
O USS Wright foi um porta-aviões da Marinha dos Estados Unidos, pertencente a Classe Saipan.